# ارگلز
ارگلز (به لاتین: Ergolz) یک رود در سوئیس است که در کانتون آرگاو واقع شده‌است.